# Miss Népal
 (juin 2023).
Si vous disposez d'ouvrages ou d'articles de référence ou si vous connaissez des sites web de qualité traitant du thème abordé ici, merci de compléter l'article en donnant les références utiles à sa vérifiabilité et en les liant à la section « Notes et références ».
 (février 2021).

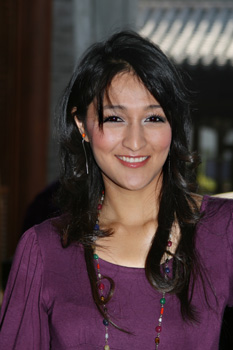
Sitashma Chand, Miss Népal 2007.

Miss Népal désigne un concours de beauté féminine destiné aux jeunes femmes de nationalité népalaise.

## Les Miss Népal
| Année | Nom                       | District  | Salle                                                          |
| ----- | ------------------------- | --------- | -------------------------------------------------------------- |
| 2022  | Sophiya Bhujel            | Katmandou |                                                                |
| 2021  | Sujita Basnet             | Katmandou |                                                                |
| 2020  | Namrata Shrestha          | Sunsari   | Park Village Resort, Kathmandu                                 |
| 2019  | Anushka Shrestha          |           |                                                                |
| 2018  | Shrinkhala Khatiwada      |           |                                                                |
| 2017  | Nikita Chandak            |           |                                                                |
| 2016  | Asmi Shrestha             |           |                                                                |
| 2015  | Evana Manandhar           |           |                                                                |
| 2014  | Subin Limbu               |           |                                                                |
| 2013  | Ishani Shrestha           |           |                                                                |
| 2012  | Shristi Shrestha          | Chitwan   | Hotel Del Annapurna, Katmandou                                 |
| 2011  | Malina Joshi              | Sunsari   | Tribhuvan Army Club, Katmandou                                 |
| 2010  | Sadichha Shrestha         | Katmandou | Tribhuvan Army Club, Katmandou                                 |
| 2009  | Zenisha Moktan            | Katmandou | Tribhuvan Army Club, Katmandou                                 |
| 2008  | —                         | —         | —                                                              |
| 2007  | Sitashma Chand            | Lalitpur  | Birendra International Conference Convention Centre, Katmandou |
| 2006  | —                         | —         | —                                                              |
| 2005  | Sugarika KC               | Lalitpur  | Birendra International Conference Convention Centre, Katmandou |
| 2004  | Payal Shakya              | Katmandou | Birendra International Conference Convention Centre, Katmandou |
| 2003  | Priti Sitoula             | Katmandou | Birendra International Conference Convention Centre, Katmandou |
| 2002  | Malvika Subba             | Katmandou | Birendra International Conference Convention Centre, Katmandou |
| 2001  | —                         | —         | —                                                              |
| 2000  | Usha Khadgi               | Parsa     | Birendra International Conference Convention Centre, Katmandou |
| 1999  | Shweta Singh              | Katmandou | Birendra International Conference Convention Centre, Katmandou |
| 1998  | Jyoti Pradhan (Dethroned) | Katmandou | Birendra International Conference Convention Centre, Katmandou |
| 1998  | Niru Shrestha             | Katmandou | Birendra International Conference Convention Centre, Katmandou |
| 1997  | Jharana Bajracharya       | Katmandou | Birendra International Conference Convention Centre, Katmandou |
| 1997  | Neelima Gurung            | Kaski     | Birendra International Conference Convention Centre, Katmandou |
| 1996  | Poonam Ghimire            | Katmandou | Birendra International Conference Convention Centre, Katmandou |
| 1995  | Sumi Khadka               | Katmandou | Birendra International Conference Convention Centre, Katmandou |
| 1994  | Ruby Rana                 | Parsa     | Birendra International Conference Convention Centre, Katmandou |

### Gagnantes par districts
| District  | Titres | Année                                                      |
| --------- | ------ | ---------------------------------------------------------- |
| Katmandou | 11     | 1995, 1996, 1997, 1998, 1999, 2002, 2003, 2004, 2009, 2010 |
| Lalitpur  | 2      | 2005, 2007                                                 |
| Parsa     | 2      | 1994, 2000                                                 |
| Sunsari   | 2      | 2011, 2020                                                 |
| Kaski     | 1      | 1997                                                       |
| Chitwan   | 1      | 2012                                                       |

## Concours internationaux
Note : TBD signifie to be defined, soit « pas encore défini » et TBA signifie to be annonced, soit « pas encore annoncé ».

### Représentantes à Miss Monde
| Année | Nom                  | District     | Placement           | Award                                                      |  |
| ----- | -------------------- | ------------ | ------------------- | ---------------------------------------------------------- |  |
| 2025  | Srichchha Pradhan    | Katmandou    | TBA                 |                                                            |  |
| 2023  | Priyanka Rani Joshi  | Katmandou    | Top 40              |                                                            |  |
| 2021  | Namrata Shrestha     | Katmandou    | Top 40              |                                                            |  |
| 2019  | Anushka Shrestha     | Katmandou    | Top 12              |                                                            |  |
| 2018  | Shrinkhala Khatiwada | Hetauda      | Top 12              |                                                            |  |
| 2017  | Nikita Chandak       | Biratnagar   | Top 40              |                                                            |  |
| 2016  | Asmi Shrestha        | Chitwan      |                     |                                                            |  |
| 2015  | Evana Manandhar      | Pennsylvanie |                     |                                                            |  |
| 2014  | Subin Limbu          | Dharan       |                     |                                                            |  |
| 2013  | Ishani Shrestha      | Katmandou    | Top 10              | Beauty with a Purpose Winner 2nd Runner-Up Miss Multimedia |  |
| 2012  | Shristi Shrestha     | Chitwan      | Top 30 (20th Place) | Top 10 Beach Fashion Top 10 Miss Multimedia                |  |
| 2011  | Malina Joshi         | Sunsari      |                     | Top 30 Beauty with a Purpose                               |  |
| 2010  | Sadichha Shrestha    | Katmandou    |                     |                                                            |  |
| 2009  | Zenisha Moktan       | Katmandou    |                     |                                                            |  |
| 2007  | Sitashma Chand       | Lalitpur     |                     |                                                            |  |
| 2005  | Sugarika KC          | Lalitpur     |                     |                                                            |  |
| 2004  | Payal Shakya         | Katmandou    |                     |                                                            |  |
| 2003  | Priti Sitoula        | Katmandou    |                     |                                                            |  |
| 2002  | Malvika Subba        | Katmandou    | Did not compete     |                                                            |  |
| 2000  | Usha Khadgi          | Parsa        |                     |                                                            |  |
| 1999  | Shweta Singh         | Katmandou    |                     |                                                            |  |
| 1998  | Jyoti Pradhan        | Katmandou    |                     |                                                            |  |
| 1997  | Jharana Bajracharya  | Katmandou    |                     |                                                            |  |

### Représentantes à Miss Terre
| Année | Nom                 | District           | Placement          | Award              |
| ----- | ------------------- | ------------------ | ------------------ | ------------------ |
| 2022  | TBA                 | TBA                | TBA                | TBA                |
| 2021  | Pas de compétition  | Pas de compétition | Pas de compétition | Pas de compétition |
| 2020  | Supriya Shrestha    |                    |                    |                    |
| 2019  | Riya Basnet         |                    |                    |                    |
| 2018  | Priya Sigdel        |                    |                    |                    |
| 2017  | Rojina Shrestha     |                    |                    |                    |
| 2016  | Roshini Khatri      |                    |                    |                    |
| 2015  | Dibyata Vaidya      |                    |                    |                    |
| 2013  | Rojisha Shahi       |                    |                    |                    |
| 2012  | Nagma Shrestha      | Katmandou          | TBD                | TBD                |
| 2011  | Anupama Aura Gurung | Chitwan            |                    |                    |
| 2010  | Sahana Bajracharya  | Katmandou          |                    |                    |
| 2009  | Richa Thapa Magar   | Katmandou          |                    |                    |
| 2007  | Bandana Sharma      | Katmandou          |                    |                    |
| 2006  | Ayushma Pokharel    | Katmandou          |                    |                    |
| 2005  | Shovana Shrestha    | Katmandou          |                    |                    |
| 2004  | Anita Gurung        | Kaski              |                    |                    |
| 2002  | Nira Gautam         | Katmandou          |                    |                    |

### Représentantes à Miss International
| Année | Nom               | District  | Placement | Award |
| ----- | ----------------- | --------- | --------- | ----- |
| 2022  | TBA               | TBA       | TBA       | TBA   |
| 2021  | Sandhya Sharma    |           |           |       |
| 2020  | Supriya Shrestha  |           |           |       |
| 2019  | Meera Kakshapati  |           |           |       |
| 2018  | Ronali Amatya     |           |           |       |
| 2017  | Niti Shah         |           |           |       |
| 2015  | Medha Koirala     |           |           |       |
| 2014  | Sonie Rajbhandari |           |           |       |
| 2013  | Shristima Shah    |           |           |       |
| 2012  | Subekshya Khadka  | Lalitpur  |           |       |
| 2011  | Sarina Maskey     | Chitwan   |           |       |
| 2010  | Sanyukta Timsina  | Katmandou |           |       |
| 2005  | Nisha Adhikari    | Katmandou |           |       |
| 2000  | Uma Bogati        | Katmandou |           |       |

### Représentantes à Miss Asia Pacific
| Année | Nom                       | District  | Placement            | Award                    |
| ----- | ------------------------- | --------- | -------------------- | ------------------------ |
| 2017  | Sahara Basnet             |           |                      |                          |
| 2011  | Sahana Bajracharya        | Katmandou | Top 15 Semi-Finalist |                          |
| 2005  | Sarah Gurung              | Katmandou |                      | Best in National Costume |
| 2003  | Prerana Shah              | Katmandou | Top 10 Semi-Finalist |                          |
| 2000  | Biva Maya Ranjeet         | Katmandou |                      |                          |
| 1999  | Nikita Bhandari Kshatriya | Katmandou |                      |                          |
| 1998  | Niru Shrestha             | Katmandou |                      |                          |
| 1997  | Neelima Gurung            | Kaski     |                      |                          |
| 1996  | Poonam Ghimire            | Katmandou |                      |                          |
| 1995  | Sumi Khadka               | Katmandou |                      |                          |
| 1994  | Ruby Rana                 | Parsa     |                      |                          |

## Représentantes à Miss Népal USA
| Année | Gagnante         | 1st Runner Up   | 2nd Runner Up |
| ----- | ---------------- | --------------- | ------------- |
| 2012  | Astha Shrestha   | Nurja Shrestha  | Aashma Dhakal |
| 2011  | Sujita Basnet    | Tilashmi Bista  | Nabina Basnet |
| 2001  | Nepolina Chhetri | Sabina Shrestha | Smriti Gurung |

## Miss Népal Hong Kong
| Année | Gagnante           | 1st Runner Up | 2nd Runner Up |
| ----- | ------------------ | ------------- | ------------- |
| 2011  | Lakpa Dolma Sherpa | Mamta Gurung  | Ruthsha Rai   |
| 2005  | Purnima Gurung     | Deepa BK      | Sunita Thapa  |
| 2001  | Pooja Subba        |               |               |
| 2000  | Mamita Gurung      | Kavita Gurung | Saiyan Amatya |
| 1998  | Junu Pun           |               |               |

## Miss Népal Australie
| Année | Gagnante        | 1st Runner Up     | 2nd Runner Up   | Miss Catwalk     | Miss Talent    |
| ----- | --------------- | ----------------- | --------------- | ---------------- | -------------- |
| 2012  | Deepashree Shah | Archana Karki     | Shitwant Basnet | Archana Karki    | Saraswati Lama |
| 2011  | Reecha Dhital   | Munmoon Shah      | Nira Pun        | Sushrada Pradhan | Reetu Ale      |
| 2009  | Sanam Dangol    | Karishma Shrestha | Prada Pradhan   | Shilpa Sharma    | Shilpa Sharma  |

## Miss UK Népal
| Année | Gagnante       | 1st Runner Up         | 2nd Runner Up | 3rd Runner Up   | 4th Runner Up  |
| ----- | -------------- | --------------------- | ------------- | --------------- | -------------- |
| 2012  | Durga Gurung   | Parika Ale            | Nayan Gurung  | Ashika Rai      | Pushpa Sunwar  |
| 2011  | Gaumaya Gurung | Pragya Shrestha       | Neelam Gurung | Brishana Gurung | Mina Kuwar     |
| 2010  | Nabina Gurung  | Sheila Shraddha Limbu | Monica Limbu  | Bhawana Limbu   | Shristi Gurung |

## Miss Purwanchal (Est du Népal)
| Année | Miss Purwanchal   | Hometown | Placement in Miss Népal | Special awards at Miss Népal | Placement in Miss Monde (as Miss Népal) | Notes |
| ----- | ----------------- | -------- | ----------------------- | ---------------------------- | --------------------------------------- | ----- |
| 2010  | Sabina Subba      | Dharan   |                         |                              |                                         |       |
| 2011  | Pratibha Shrestha | Dharan   | Top 10                  | Miss Beautiful Smile         |                                         |       |
| 2012  | Asmita Gurung     | Dharan   |                         |                              |                                         |       |